# Hymenasplenium obscurum
Hymenasplenium obscurum är en svartbräkenväxtart som först beskrevs av Bl., och fick sitt nu gällande namn av Tag. Hymenasplenium obscurum ingår i släktet Hymenasplenium och familjen Aspleniaceae. Inga underarter finns listade.